# Večernjakova ruža 2020.
Večernjakova ruža 2020. je 27. dodjela medijske nagrada Večernjakova ruža u Hrvatskoj, koja se dodjeljivala za medijski rad u prethodnoj, 2020. godini.
Nagradu Večernjakova ruža dodjeljuju hrvatske dnevne novine Večernji list i prilog Ekran.
Dodjela nagrada održala se u HNK Zagreb uz izravni televizijski prijenos na programu HTV-a 20. ožujka 2021. godine. Prijenos je bio na prvom programu HTV-a i portalu vecernji.hr.
Voditelji programa bili su Doris Pinčić i Duško Ćurlić. Urednica emisije bila je Andrijana Škorput.

## Proces
Prijedlog nominacija bio je moguć od strane svih TV i diskografskih kuća te radijskim postajama za nominiranje svojih djelatnika/emisija. Prijave je bilo moguće dostaviti do 31. prosinca 2020. godine, a odluku o nominiranima članovi žirija donijeli su i objavili 15. siječnja 2021. godine.

### Žiri
- Miroslav Lilić, Ksenija Urličić - televizijska lice
- Ivica Propadalo - glazbenik
- Nikša Bratoš - producent
- Vojo Šiljak - radijsko lice
- Dalibor Matanić - redatelj
- Bojana Radović, Goran Gerovac, Anamarija Kronast, Maja Car, Ivana Carević, Mirjanom Žižić - predstavnici Večernjeg lista[3]

## Nagrade
Dodjeljuje se ukupno sedam nagrada, od čega u svakoj kategoriji po jedna za ostvarenja u medijskom prostoru od siječnja do prosinca 2020. godine.
- TV osoba godine
- Radijska osoba godine
- Glumačko ostvarenje godine
- Glazbenik godine
- TV emisija godine
- Radijska emisija godine
- Novo lice godine.

## Nominirani i dobitnici
Večernjakove ruže ove godine dijelile su se u 7 kategorija.

### TV osoba godine
| Nominirani        | Televizijski kanal |
| ----------------- | ------------------ |
| Mislav Bago       | Nova TV            |
| Zrinka Grancarić  | HRT                |
| Hrvoje Krešić     | N1                 |
| Joško Lokas       | HRT                |
| Mojmira Pastorčić | RTL                |

### Radijska osoba godine
| Nominirani                | Radio stanica      |
| ------------------------- | ------------------ |
| Renata Belc Krog          | Radio 101          |
| Gina Victorija Damjanović | Narodni radio      |
| Ivana Radaljac Krušlin    | HRT - Radio Sljeme |
| Mirjana Radulović         | HRT - Radio Pula   |
| Siniša Švec               | Yammat FM          |

### Glumačko ostvarenje godine
| Nominirani          | Film/TV serija                  |
| ------------------- | ------------------------------- |
| Lana Barić          | Tereta 37                       |
| Goran Bogdan        | Otac                            |
| Daria Lorenci-Flatz | Mater                           |
| Goran Navojec       | Nestali                         |
| Rade Šerbedžija     | Ribanje i ribarsko prigovaranje |

### Glazbenik godine
| Nominirani                       |
| -------------------------------- |
| Alejuandro Buendija (Saša Antić) |
| Massimo                          |
| Darko Rundek & band              |
| Damir Urban                      |
| Vanna                            |

### TV emisija godine
| Nominirani      | TV emisija |
| --------------- | ---------- |
| A porina dobiva | HRT        |
| Dnevnik Nove TV | Nova TV    |
| Nestali         | HRT        |
| RTL Direkt      | RTL        |
| Škola na trećem | HRT        |

### Radijska emisija godine
| Nominirani             | Radio stanica |
| ---------------------- | ------------- |
| Andromeda              | HRT - HR2     |
| Dobra vibra Laganinija | Laganini FM   |
| Glazbeni kurikulum     | Yammat FM     |
| Homo Sapiens           | HRT - HR2     |
| Povijest četvrtkom     | HRT - HR1     |

### Novo lice godine
| Nominirani                    | Razlog                                                 |
| ----------------------------- | ------------------------------------------------------ |
| Vinko Ćemeraš                 | pobjednik The Voice Hrvatska                           |
| Nikolina Ćosić                | reporterka HRT-a                                       |
| Maja Ćustić i Edin Mehmedović | treneri u Život na vagi                                |
| Fabijan Pavao Medvešek        | sudionik u Tvoje lice zvuči poznato i glumac u Dar mar |
| Nika Turković                 | četiri singla u 2020. godini                           |

## Unutarnje poveznice
- Večernjakova ruža
- Večernjakova ruža 2018.
- Večernjakova ruža 2019.
- Večernjakova ruža 2021.

## Vanjske poveznice
- Službene web stranice Večernjeg lista
- Službene web stranice Večernjeg lista - kategorija Večernjakova ruža